# مدرسة الشرطة بمسيلة
مدرسة الشرطة بمسيلة هي أحد مراكز تكوين الشرطة الجزائرية، تم إنشائها  لتلبية الحاجيات التكوينية للشرطة الجزائرية وذلك بمدينة المسيلة بولاية سوق أهراس.